# Широке (Лубенський район)
Широ́ке —  село в Україні, у Хорольській міській громаді Лубенського району Полтавської області. Населення становить 30 осіб. До 2020 орган місцевого самоврядування — Грушинська сільська рада.

## Населення
За даними перепису 2001 року, більшість населення Широкого була україномовною (93,33%), російськомовною була менша частина (6,67%).

## Історія
В 1946 році указом ПВР УРСР хутір Чехів перейменовано в Широке.
12 червня 2020 року, відповідно до розпорядження Кабінету Міністрів України № 721-р «Про визначення адміністративних центрів та затвердження територій територіальних громад Полтавської області», село увійшло до складу Хорольської міської громади..
19 липня 2020 року, в результаті адміністративно - територіальної реформи та ліквідації Хорольського району, село увійшло до складу новоутвореного Лубенського району.

## Географія
Село Широке знаходиться на відстані 1 км від села Бубереве та за 2 км від села Грушине.